# Glacier des Berons
Le glacier des Berons pour les Suisses ou glacier de Bron pour les Français est un glacier de Suisse situé dans le massif du Mont-Blanc, sur la commune de Trient du canton du Valais.
Le glacier naît sur l'ubac pointes des Berons et des Grands, à environ 3 100 mètres d'altitude, et se dirige vers le nord en direction du val de Trient. Il est entouré par le glacier des Grands à l'est de l'autre côté de la croix des Berons et par le glacier du Tour au sud de l'autre côté des pointes des Grands et des Berons qui marquent la frontière avec la France.

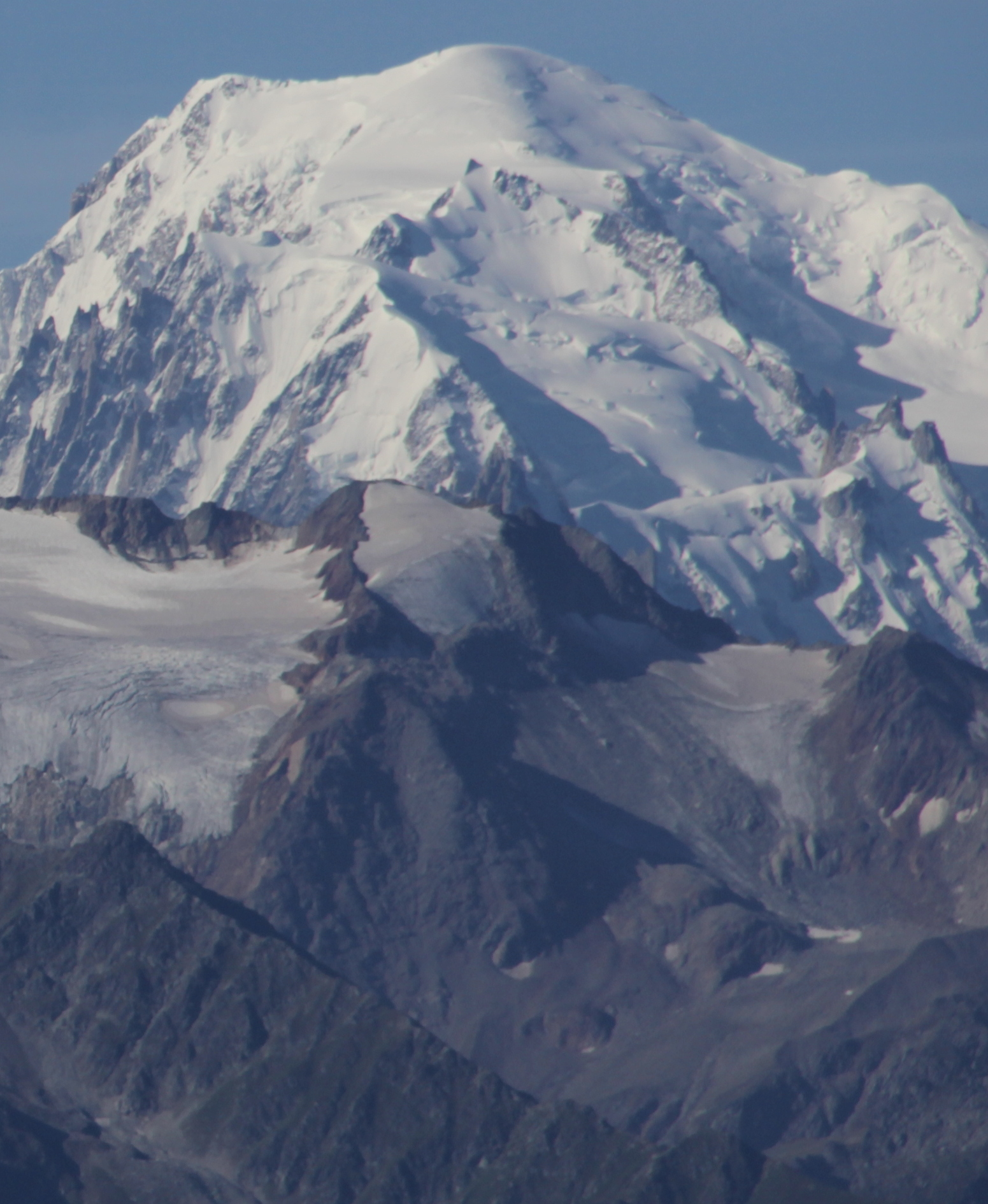
Le glacier des Berons sous les pointes des Berons et des Grands avec en arrière-plan le mont Blanc vus depuis les Alpes bernoises au nord.